# Eridano (nome)
Eridano  è un nome proprio di persona italiano maschile.

## Varianti
- Maschili: Eridanio[1][2]
- Femminil: Eridana[1][2], Eridania[2]

## Origine e diffusione

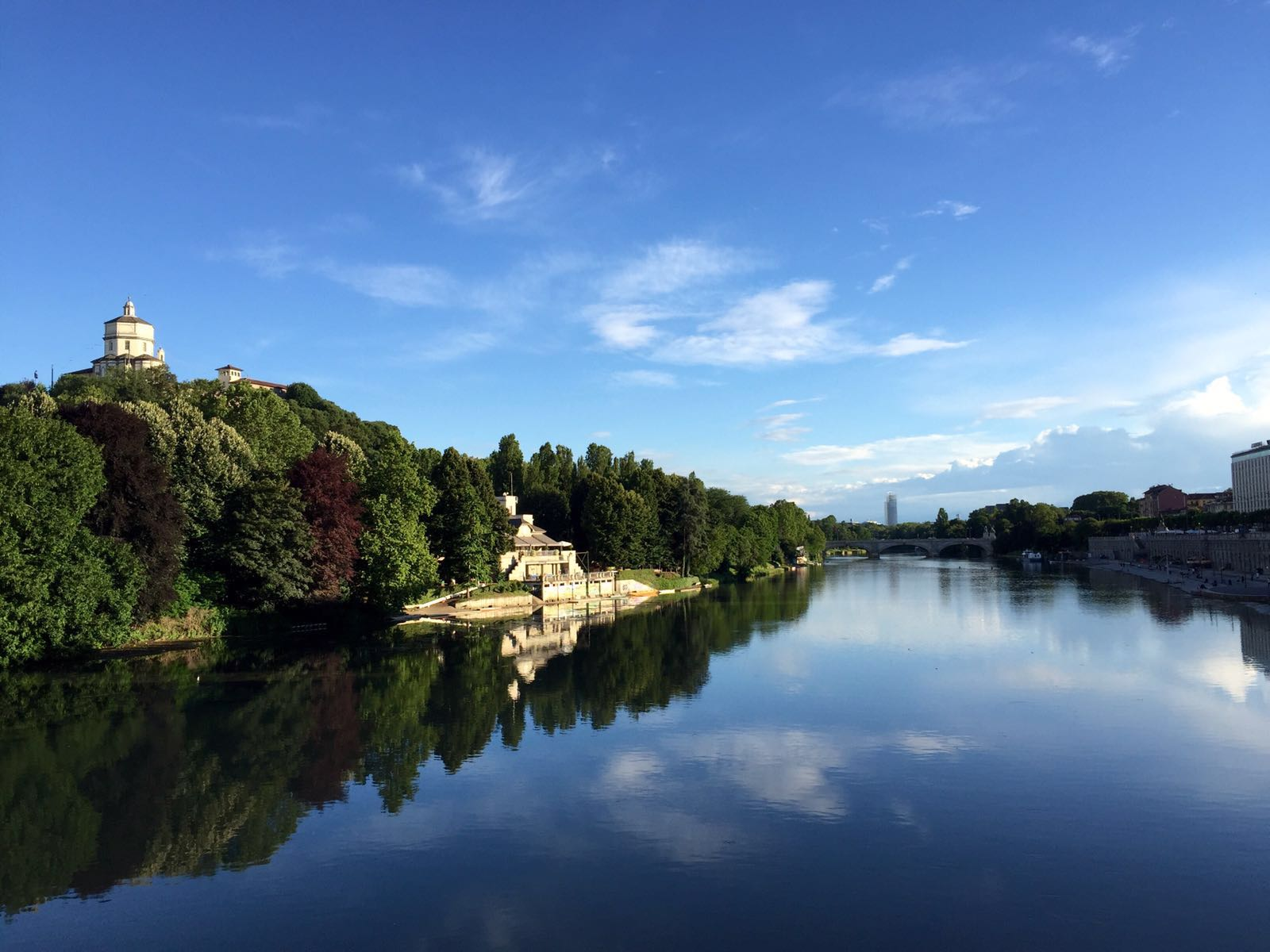
Il Po a Torino

Riprende un antico nome del fiume Po (ma anche di altri, quale l'Istro), nonché del dio fluviale che lo personificava nella mitologia greca, figlio di Oceano e Teti; dal fiume prende il nome anche la costellazione di Eridano. Isidoro di Siviglia usava questo nome anche per designare Fetonte che, precipitando dal carro del sole, finì proprio dentro al fiume.
Si tratta quindi di uno dei vari nomi ispirati a corsi d'acqua, come ad esempio Nilo, Giordano, Sabrina, Shannon, Clyde e Volturno. Attestato anche come tardo nome personale e gentilizio, gode di scarsa diffusione in italiano moderno: negli anni 1970 era attestato con circa trecento occorrenze soltanto (varianti incluse), sparse nel Nord Italia.
L'etimologia del nome, giuntoci dal greco antico Ἠριδανός (Ēridanós) tramite il latino Heridanus o Eridanus, è legata a quella di vari altri fiumi, quali il Rodano e il Reno, e può essere ricondotta ad una combinazione di due radici, una legata al greco ῥέω (rhéō, "scorrere", "fluire"), e l'altra identificabile con il protoindoeuropeo *deh₂nu ("fiume"), quest'ultima a sua volta alla base di vari altri idronimi, come quelli del Danubio e del Don

## Onomastico
Il nome è adespota, non avendo santi che lo abbiano portato; l'onomastico può essere festeggiato il 1º novembre, per la festa di Ognissanti.

## Persone
- Eridano Bazzarelli, traduttore e slavista italiano